# Joyce Overheul

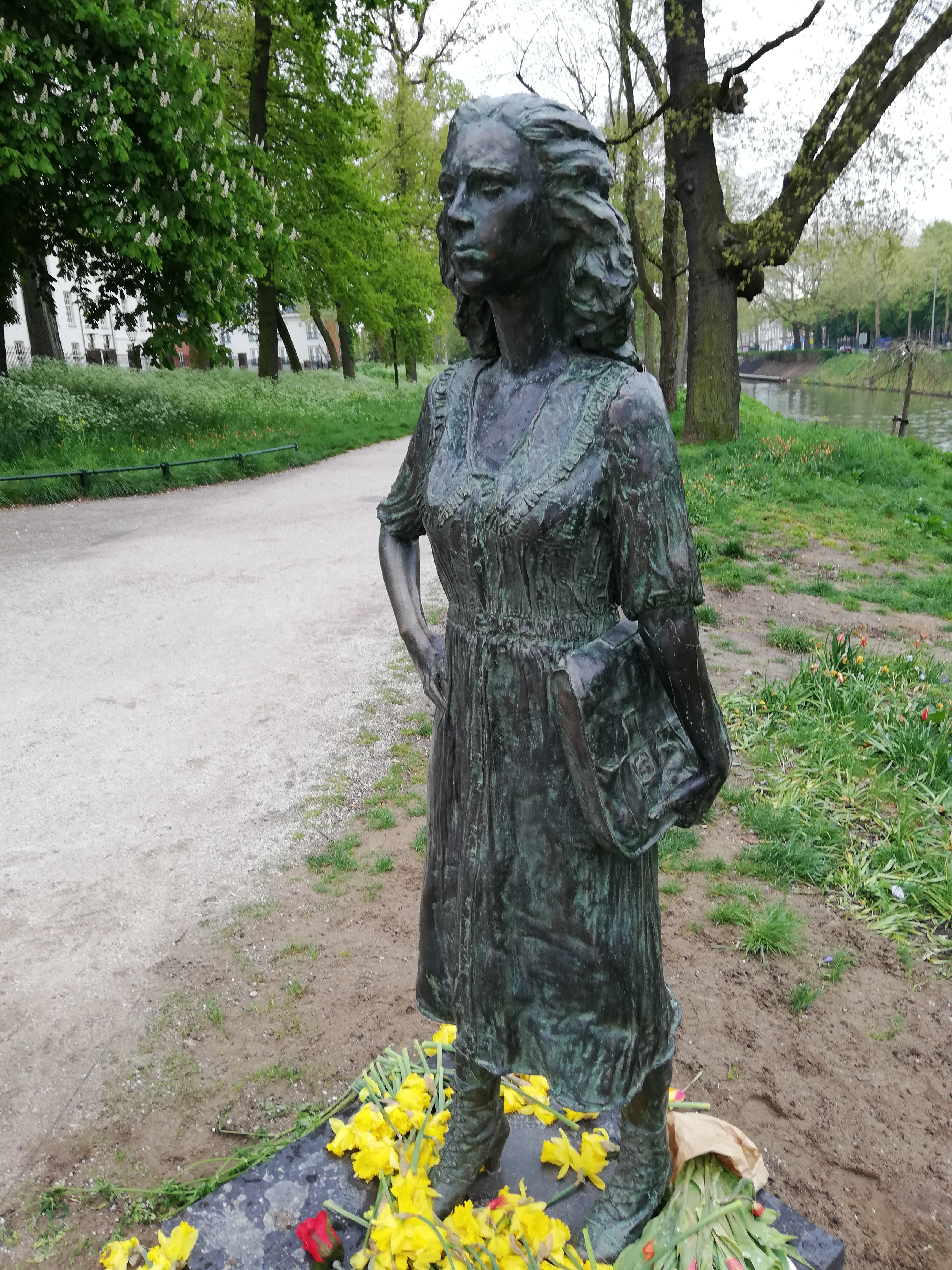
Beeld van Truus van Lier door Joyce Overheul

Joyce Overheul ('s-Hertogenbosch, 1989) is een Nederlands beeldend kunstenaar.

## Biografie
Overheul doorliep van 2008 tot 2012 een vierjarige opleiding ‘Fine Arts’ aan de Hogeschool voor de Kunsten (HKU) in Utrecht. Tijdens haar opleiding verdiende ze bij met een eigen website waarop ze haakpatronen voor het maken van knuffels aanbood.
In 2015 kreeg ze, als jong talent, een stimuleringsbijdrage van het Mondriaanfonds.
In 2021-2022 was er in Museum de Fundatie een overzichtstentoonstelling van haar werk, met een focus op kunstwerken van 2010 tot en met 2021.
In 2022 maakte Overheul het permanente monument voor Truus van Lier aan het Willemsplantsoen in Utrecht.
Eind 2022 ontving zij de titel Talent van het jaar 2023 van Stichting Kunstweek. In 2023 en 2024 had ze een tweede overzichtstentoonstelling bij Museum W. In het najaar van 2024 volgde nog een solotentoonstelling bij het Centraal Museum in Utrecht. 

## Stijl
Overheul werkt veel met textiel en fotografie. Haar kunst draait vaak om politieke onderwerpen als activisme, feminisme, gelijkheid en vrouwenrechten.